# Тарбагатай (станція)
Тарбагатай (рос. Тарбагатай) — станція Читинського регіону Забайкальської залізниці Росії, розташована на дільниці Заудинський — Каримська між станціями Баляга (відстань — 14 км) і Новопавлівка (10 км). Відстань до ст. Заудинський — 169 км, до ст. Каримська — 476 км.